# Oekraïens tegenoffensief in Noordoost-Oekraïne 2022
Het Oekraïens tegenoffensief in Noordoost-Oekraïne was een offensief van de Oekraïense krijgsmacht in de door Rusland bezette Oekraïense oblasten Charkov, Donetsk en Loehansk, dat op 6 september 2022 werd gelanceerd. Nadat het Oekraïense leger eind augustus het Oekraïense tegenoffensief in Zuid-Oekraïne lanceerde in de oblast Cherson, begonnen de Oekraïense troepen begin september met een tweede tegenoffensief in de oblast Charkov, in het noordoosten van het land.
Op 9 september leidde het tegenoffensief tot een doorbraak. Op 10 september 2022 heroverden de Oekraïense strijdkrachten de stad Izjoem (oblast Charkov), nadat de Russische strijdkrachten waren gedwongen om zich terug te trekken uit hun basis in de stad, na te zijn afgesneden. Op dezelfde dag werd ook de plaats Bilohorivka heroverd, waardoor de oostelijke oblast Loehansk niet langer onder volledige Russische controle stond. Het Institute for the Study of War (ISW) meldde op 10 september dat de Oekraïense troepen ongeveer 2500 km² hadden heroverd in de oblast Charkov. De Financial Times publiceerde op 28 september een artikel waarin het bliksemoffensief van Prysjyb naar Koepjansk werd beschreven als "De 90 km lange reis die de loop van de oorlog in Oekraïne veranderde."
Op 13 september vestigden Oekraïense troepen een bruggenhoofd over de Oskol in de buurt van Borova en op 17 september hadden ze de Russische frontlinie langs de Oskol doorbroken en waren naar de linkeroever opgerukt. Rond 24-25 september vestigden ze ten minste vijf bruggenhoofden aan de linkeroever van de Oskol. Op 1 oktober vielen Oekraïense troepen de belangrijke stad Lyman, in de oblast Donetsk, binnen.
Tijdens het offensief heroverde Oekraïne meer dan 500 nederzettingen en 12.000 km² grondgebied in de omgeving Charkov.
Militaire analisten beschouwen het tegenoffensief als de derde strategische fase van de oorlog in Oekraïne, samen met het gelijktijdige Oekraïense tegenoffensief in Zuid-Oekraïne 2022 en de slag om de Donbas.

## Tegenoffensief

### Aanloop
Na weken van Oekraïense propaganda over een tegenoffensief in Zuid-Oekraïne, had Rusland duizenden van zijn troepen, waaronder elite-eenheden, herschikt naar de oblast Cherson. De troepen waren aanzienlijk verzwakt en kwetsbaar voor aanvallen, en niet opgewassen om een 1300 km lang front te bemannen.
Op 29 augustus kondigde Oekraïne aan dat het Cherson-offensief in Zuid-Oekraïne op handen was, waarna het tegenoffensief van Cherson begon. Sommige westerse media en analisten beschouwden het Cherson-offensief als echt, maar ook als onderdeel van de grootste desinformatiecampagne in de oorlog tot nu toe, bedoeld om de Russische troepen weg te leiden van Charkov. Een referendum om de door Rusland bezette gebieden te annexeren aan Rusland was gepland voor november, maar op 5 september 2022 (de dag voor het tegenoffensief van Charkov) werd het uitgesteld vanwege bezorgdheid over de veiligheid.
In de weken voorafgaand aan 6 september veranderde de komst van HIMARS-raketten uit de Verenigde Staten (VS) en andere wapens de dynamiek van de oorlog. Dankzij de langeafstandsraketten konden Oekraïense troepen Russische bases, faciliteiten, constructies en munitie depots vernietigen tot aan Koepjansk en Kivsjarivka, en zo de Russische logistiek, voorraden en het moreel verder verzwakken.

### Eerste fase: (6–12 september 2022)

#### Initiële voortgang
Op 6 september 2022 werden Russische troepen verrast door het Oekraïense tegenoffensief in de regio Charkov, Oekraïense troepen rukten ten minste 20 km op in door Rusland bezet gebied en heroverden de eerste twee dagen zo'n 400 km² grondgebied.
Op 9 september was Oekraïne door de Russische linies gebroken, waarbij het Oekraïense leger zei dat het bijna 50 km was opgeschoten en meer dan 1000 km² grondgebied had heroverd. Deze opmars plaatste ze ongeveer 44 km ten noordwesten van Izjoem, de belangrijkste Russische logistieke basis in de regio, een snelheid van vooruitgang die grotendeels ongezien is sinds Rusland zich aan het begin van de oorlog terugtrok uit Kiev. De val van Izjoem op 10 september werd door The Washington Post beschreven als een "verbluffende route"; het ISW oordeelde dat Oekraïense troepen ongeveer 2500 km² hadden veroverd bij de doorbraak.
Een militaire expert zei dat het de eerste keer was sinds Tweede Wereldoorlog dat hele Russische eenheden verloren waren gegaan in één veldslag, wat leidde tot vergelijkingen met een andere historische veldslag bij Izjoem: de Sovjet-nederlaag van 1942 in de Tweede Slag om Charkov die resulteerde in meer dan 200.000 Sovjetdoden.

#### Doorbraak

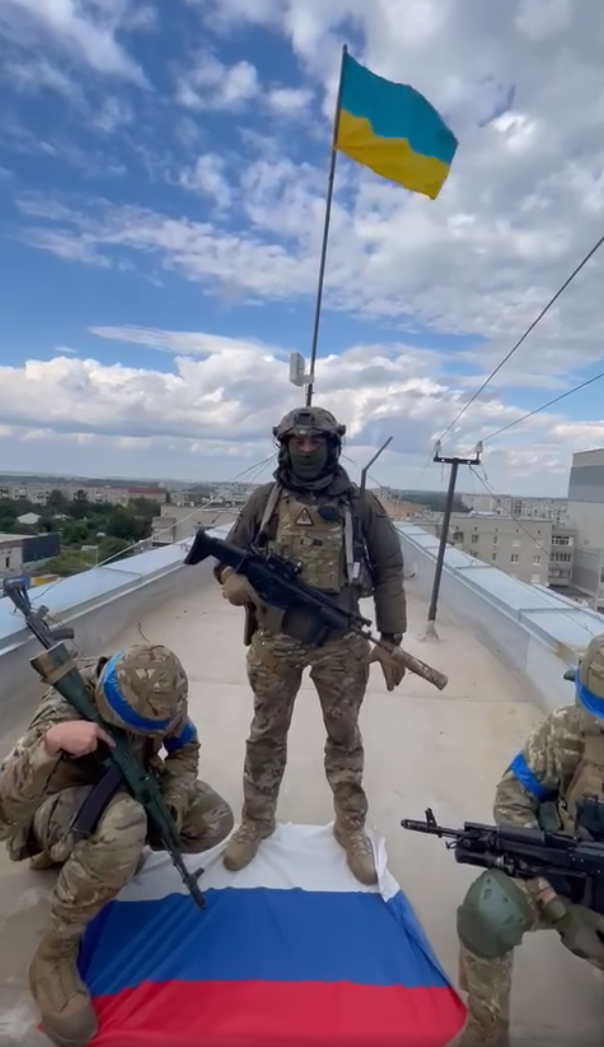
De Oekraïense vlag gehesen in Balaklija, 8 september

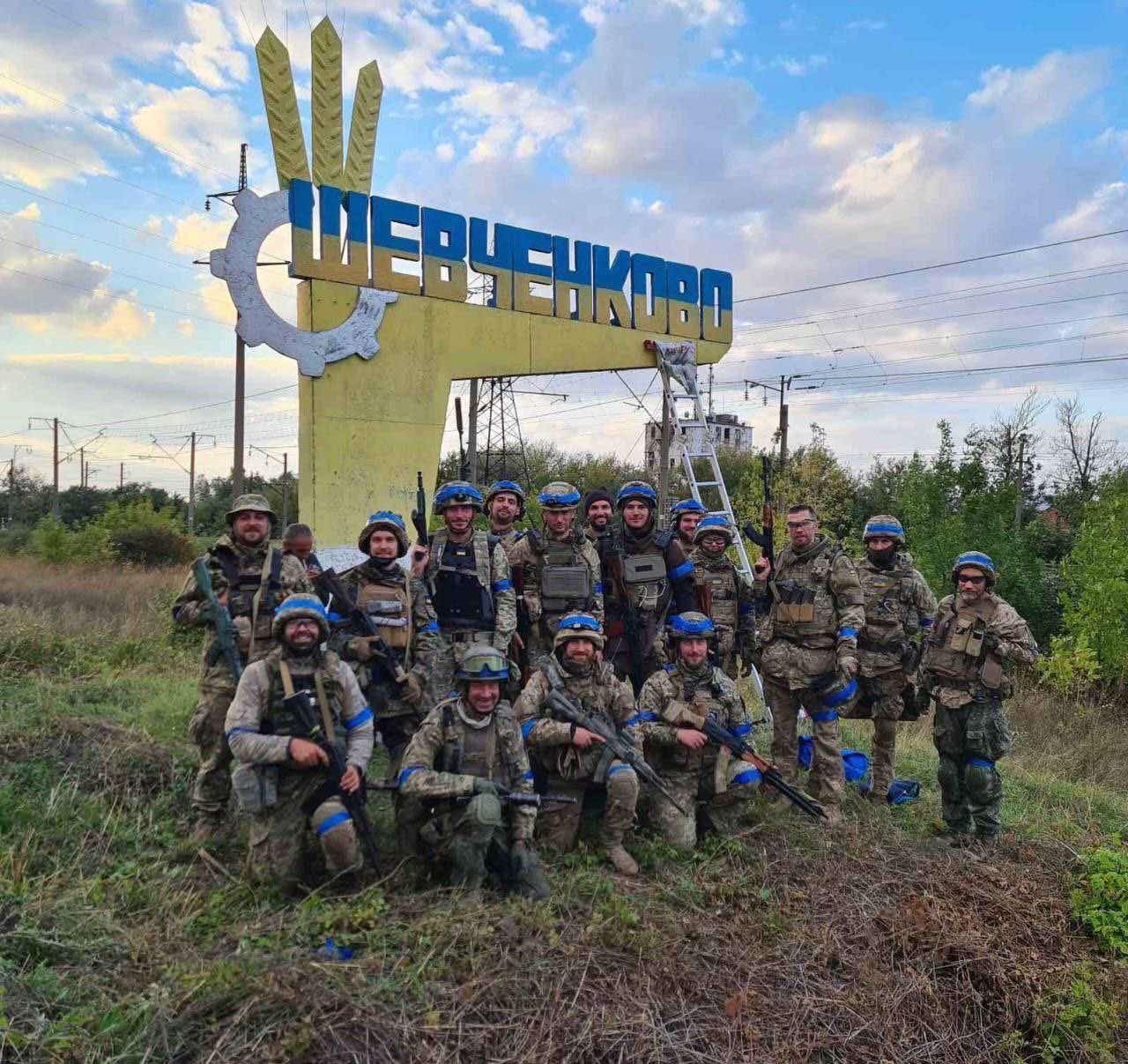
Oekraïense soldaten bij het ingangsbord naar Sjevtsjenkove, herschilderd in de kleuren van de Oekraïense vlag.

Nadat Oekraïense troepen zich hadden geconcentreerd in Prysjyb, een klein dorp ongeveer 15 km ten noordwesten van Balaklija, lanceerde Oekraïne op 6 september een groot tegenoffensief in het noordoosten van Oekraïne, waardoor de Russische troepen werden teruggedreven naar de linkeroever van de Severski Donets en de Serednya Balaklijka.
Op dezelfde dag veroverden Oekraïense troepen Verbivka, ongeveer 8 km ten oosten van Prysjyb en minder dan 3 km ten noordwesten van Balaklija. Verschillende Russische bronnen meldden dat Russische troepen niet-gespecificeerde bruggen aan de oostelijke rand van Balaklija hadden gesloopt om een verdere Oekraïense opmars te voorkomen.
Het Oekraïense leger trok vervolgens naar Volokjiv Yar, Sjevtsjenkove, Koepjansk en de districten Savyntsi en Kunye, gelegen ten oosten van Balaklija. Volgens Russische bronnen op deze contactlijn werden Oekraïners in sommige delen van de lijn tegengewerkt door licht bewapende soldaten van de zelfverklaarde volksrepubliek Donetsk, terwijl Oekraïense bronnen zeiden dat de troepen in deze regio professionele Russische soldaten waren, en geen dienstplichtigen uit de Donbas.
De volgende dag waren de Oekraïense troepen zo'n 20 km opgeschoven in het door Rusland bezette gebied. Ze hadden ongeveer 400 km² heroverd en posities ten noordoosten van Izjoem bereikt. Russische bronnen beweerden dat dit succes waarschijnlijk te danken was aan de verplaatsing van Russische troepen naar Cherson, als reactie op het Oekraïens tegenoffensief in Zuid-Oekraïne.
Op 8 september waren Oekraïense troepen 50 km doorgedrongen in Russische defensieve posities ten noorden van Izjoem. Spetsnaz-eenheden van de Russische Nationale Garde verloren de controle over Balaklija, ongeveer 44 km ten noordwesten van Izjoem, hoewel Oekraïne de stad pas op 10 september onder controle kreeg. In de buurt van de stad heroverden Oekraïense troepen de grootste munitieopslagbasis van de Oekraïense Strijdkrachten en herwonnen de controle over meer dan 20 nederzettingen.
Op 9 september 2022 werd de Russische luitenant-generaal Andrei Sytsjevoi, commandant van het westelijke militaire district van de Russische strijdkrachten. gevangengenomen door Oekraïense soldaten. Het was de hoogste Russische officier die sinds de Tweede Wereldoorlog gevangen werd genomen. Op 10 september heroverde het Oekraïense leger Bilohorivka, gelegen in de oblast Loehansk. Hiermee stond deze oblast niet meer onder volledige Russische controle. Het Oekraïense leger hees op 10 september de vlag in de noordelijke steden Balaklija en Izjoem, waar de Russen waren teruggedrongen.

#### Russische terugtrekking uit de oblast Charkov ten westen van de Oskol
Op 11 september hadden de Oekraïners een bres van 70 km in oostelijke richting geslagen en in vijf dagen tijd 3.000 km² land teruggewonnen. Dit was meer dan de Russische troepen van april tot september 2022 van de Oekraïeners veroverd hadden. Rond de stad Charkov trokken de Russen zich terug tot de internationale grens. Ze waren alleen nog aanwezig ten oosten van de Oskol, waar gepoogd werd een nieuwe verdedigingslijn op te bouwen. Maar ook verder oostwaarts in Svatove, in de oblast Loehansk, vluchtte het Russische leger en liet de lokale militia alleen achter. Bij de chaotische terugtrekking verloren de Russen veel militair materieel en munitie, waarvan een groot deel door het Oekraïense leger kon worden hergebruikt.

### Tweede fase: (vanaf 13 september)
Eind september waren de Oekraïners ter hoogte van Izjoem verder oostwaarts opgetrokken, voorbij de Oskol, tot Nove en Katerynivka. Tevens werd het gebied ten noordwesten van de stad Lyman heroverd. De inname van deze stad was voorlopig het lokale hoofddoel van het Oekraïense leger. Ook op andere plekken zoals bij Koepjansk verschoof het front oostwaarts, voorbij de Oskol, tot Petropavlivka.
In de nacht van 29 op 30 september werd de totale omsingeling van Lyman bereikt. De nog in Lyman aanwezige Russen probeerden zich daarop nog door de Oekraïense linies heen terug te trekken naar Kreminna. Velen van hen sneuvelden daarbij. Op sociale media verschenen beelden van de weg tussen Lyman en Kreminna waarvan de bermen lagen bezaaid met lichamen. Op 1 oktober werd de strategisch belangrijke stad Lyman heroverd. Ongeveer vijfduizend Russische militairen werden omsingeld. Het Russische leger stuurde geen versterkingen naar het noordoostelijke front (Charkov, Donbas), maar leek prioriteit te geven aan het versterken van het zuidelijk front (Cherson, Zaporizja). Tevens was er een mislukte Russische grondaanval gestart bij Kozatsja Lopan, in de oblast Charkov. Een indicatie dat Poetins ambitie om deze regio te veroveren nog niet was opgegeven. Op 4 oktober lag de frontlinie even ten oosten van de steden Kreminna en Svatove. Het Oekraïense leger had de tussengelegen weg, de R66, onder vuurcontrole. Eind december 2022 was de frontlinie op enkele plaatsen een aantal kilometer naar het oosten verplaatst ten noorden van Kreminna was het Oekraïense leger de R66 inmiddels overgestoken. Er werd inmiddels gevochten om controle over de lokale weg tussen Kreminna en Svatove die ongeveer anderhalve kilometer oostelijk van de R66 ligt.
In januari 2023 veroverde het Oekraïens leger stelselmatig terrein op het Kreminna - Svatovefront tijdens hevige gevechten. In een poging het Oekraïense offensief tegen te houden werden de modernste Russische T-90M tanks ingezet.
Rusland bouwde eind september / begin oktober een verdedigingslinie, de 'Wagner-linie', in de oblast Loehansk. Deze liep van Svitlodarsk naar het noorden en volgde daarna de zuidelijke oever van de Severski Donets tot aan de Russische grens. Het was een tweede verdedigingslinie voor het geval dat de Oekraïense strijdkrachten zouden doorbreken in het noorden van de oblast. Westerse militaire experts twijfelden over de effectiviteit van de drakentanden die de Russen onverankerd op de linie hadden neergelegd.
Terwijl het Russische leger op de meeste plaatsen in het defensief werd gedwongen, bleef het de in de oblast Donetsk gelegen stad Bachmoet langdurig aanvallen in een poging de stad te veroveren. President Zelensky deed de Russische tactiek aan het oostfront af als "gek" en noemde het een onverantwoorde verspilling van Russische soldatenlevens.